# Kreuziget sie!
Pour plus de détails, voir Fiche technique et Distribution.
Kreuziget sie! (en français Crucifiez-la !) est un film allemand réalisé par Georg Jacoby, sorti en 1919.

## Synopsis
Maria Hartung est mariée et aime son mari et son enfant de tout son cœur. Lors d'une fête, le comte Wengerode, un jeune bon vivant, lui dit adieu pour toujours et ne confie qu'à elle qu'il quittera l'Europe. Amoureuse de musique classique, elle invite un jour le talentueux pianiste van der Straaten dans son appartement afin qu'il puisse lui donner un petit concert privé. Lorsque le mari de Maria rentre à la maison, il la trouve enlacée par le pianiste et croit que sa femme le trompe. Le mari jette sa femme hors de la maison avec rage. Laissée seule, Maria suit van Straaten dans tournée de concerts en Amérique.
Mais le pianiste l'abandonne, Maria doit donc essayer de garder la tête hors de l'eau avec un travail dédaigneux. Finalement, elle trouve un emploi au Lunapark de Coney Island. Maria retrouve le comte Wengerode. Elle lui raconte sa douloureuse histoire, sans se rendre compte que le créole Fuentes les écoute tous les deux. Il tend une embuscade à Maria et promet de la ramener à la maison et de l'aider à faire valoir ses droits là-bas. Maria est d'accord. Dès qu'ils ont mis les pieds en Europe, Fuentes révèle à Maria son véritable plan : avec sa signature, il veut tenter de faire chanter son mari. Maria tue alors le méchant d'un coup de poignard. Puis elle retourne auprès de son mari, prend du poison et meurt à ses pieds.

## Fiche technique
- Titre original : Kreuziget sie!
- Réalisation : Georg Jacoby
- Scénario : Paul Otto
- Direction artistique : Kurt Richter
- Photographie : Theodor Sparkuhl
- Production : Paul Davidson (de)
- Société de production : Projektions-AG Union (PAGU) (de)
- Société de distribution : UFA
- Pays d'origine :  République de Weimar
- Langue : Allemand
- Format : Noir et blanc - 1,33:1 - 35 mm
- Genre : Drame
- Durée : 75 minutes
- Dates de sortie :
  -  République de Weimar : 1er juin 1919.
  -  Danemark : 23 septembre 1919.
  -  Autriche : 12 décembre 1919.

## Distribution
- Pola Negri : Maria Hartung
- Albert Patry (de) : Alexander Hartung, son mari
- Paul Hansen : Pieter van der Straaten, le pianiste
- Harry Liedtke : le comte Wengerade
- Magnus Stifter : Pablo Fuentes
- Victor Janson : Stevenson, le manager des concerts
- Hermann Picha
- Lotte George
- Wilhelm Diegelmann
- Margarete Kupfer

## Production
Kreuziget sie! est réalisé à la fin du printemps 1919 dans le studio Ufa-Union (Tempelhof Studios) à Berlin-Tempelhof. Il passe devant la censure en juillet 1919. Le film original en quatre actes mesurait 1 546 mètres de long (seulement 1 434 m dans la nouvelle censure en 1921) et sort le 18 juillet 1919. Une interdiction à la jeunesse est émise. La première autrichienne a lieu le 12 décembre 1919. La version montrée là-bas mesure environ 1 600 m, légèrement plus longue que la version originale allemande.

## Source de traduction
- (de) Cet article est partiellement ou en totalité issu de l’article de Wikipédia en allemand intitulé « Kreuziget sie! » (voir la liste des auteurs).